# Raïssa Obodóvskaia
Raïssa Obodóvskaia   (Merefa, 6 d'agost de 1948 - Khàrkiv, 30 de juliol de 2012) fou una ciclista soviètica d'origen ucraïnès. Especialista en la persecució, va aconseguir quatre medalles, 2 d'elles d'or, als Campionats mundials de l'especialitat. També va aconseguir una medalla de bronze al Campionat del món en Ruta de 1970.

## Palmarès
- 1968
  -  Campiona del món de persecució
- 1969
  -  Campiona del món de persecució
  -  Campiona de la Unió Soviètica en persecució per equips
- 1970
  -  Campiona de la Unió Soviètica en persecució